# ГЕС Ченкун
ГЕС Ченкун (陈村水电站) — гідроелектростанція на сході Китаю у провінції Аньхой. Знаходячись перед ГЕС Jìcūn (34 МВт), входить до складу каскаду на річці Qingyi, правій притоці Янцзи.
У межах проєкту річку перекрили бетонною арковою греблею висотою 76 метрів, довжиною 419 метрів та шириною від 8 (по гребеню) до 53 (по основі) метрів. Вона утримує водосховище з об'ємом 2706 млн м3 та максимальним рівнем поверхні під час повені на позначці 126,3 метра НРМ (нормальний рівень в операційному режимі знаходиться на позначці 119 метрів НРМ).
У першій половині 1970-х пригреблевий машинний зал обладнали трьома турбінами потужністю по 50 МВт, а у 2004-му до них додали ще одну із показником 30 МВт. Разом гідроагрегати станції забезпечують виробництво 316 млн кВт·год електроенергії на рік.